# Allgemeines Fakultätskrankenhaus Prag

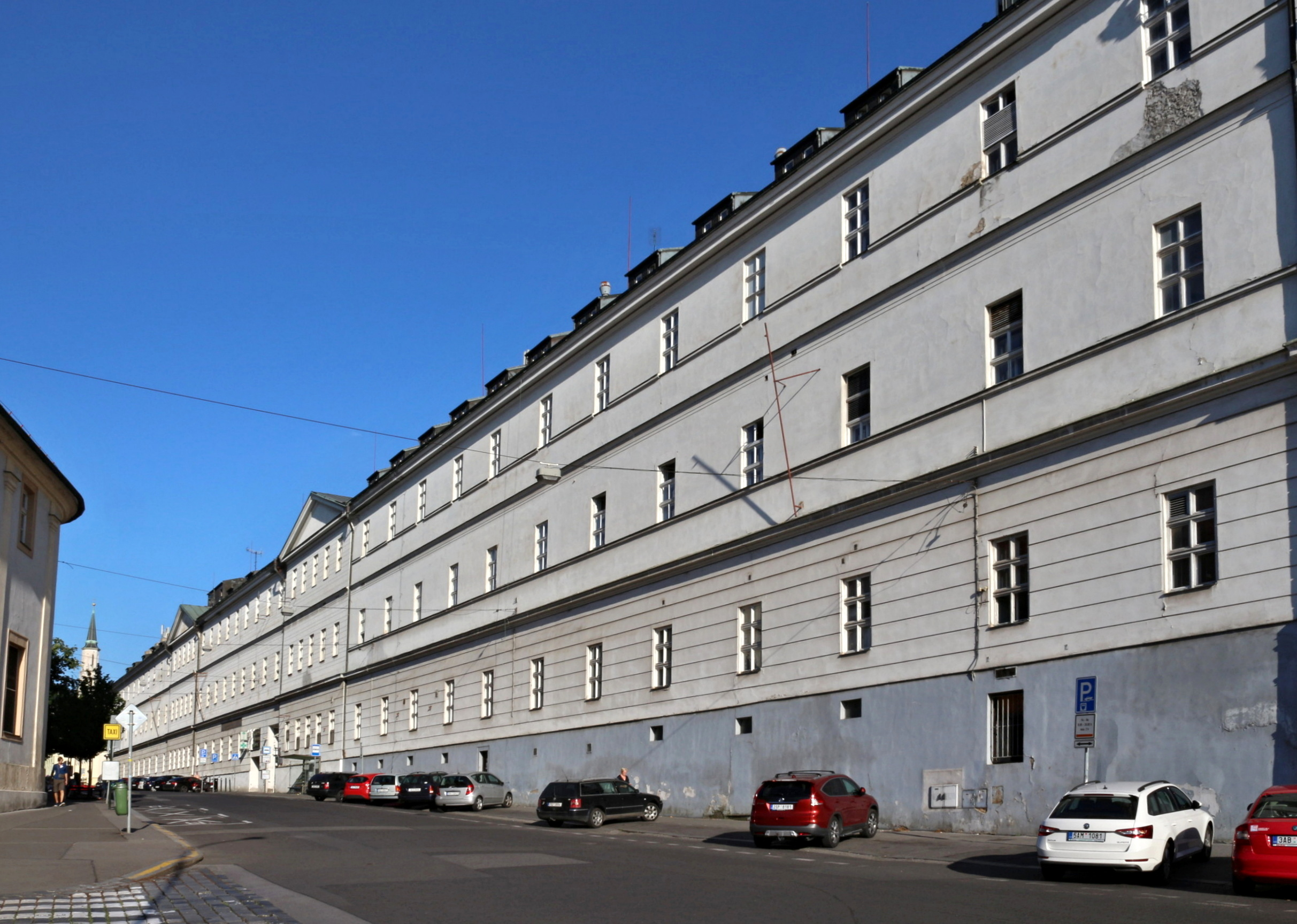
Hauptgebäude am Karlsplatz

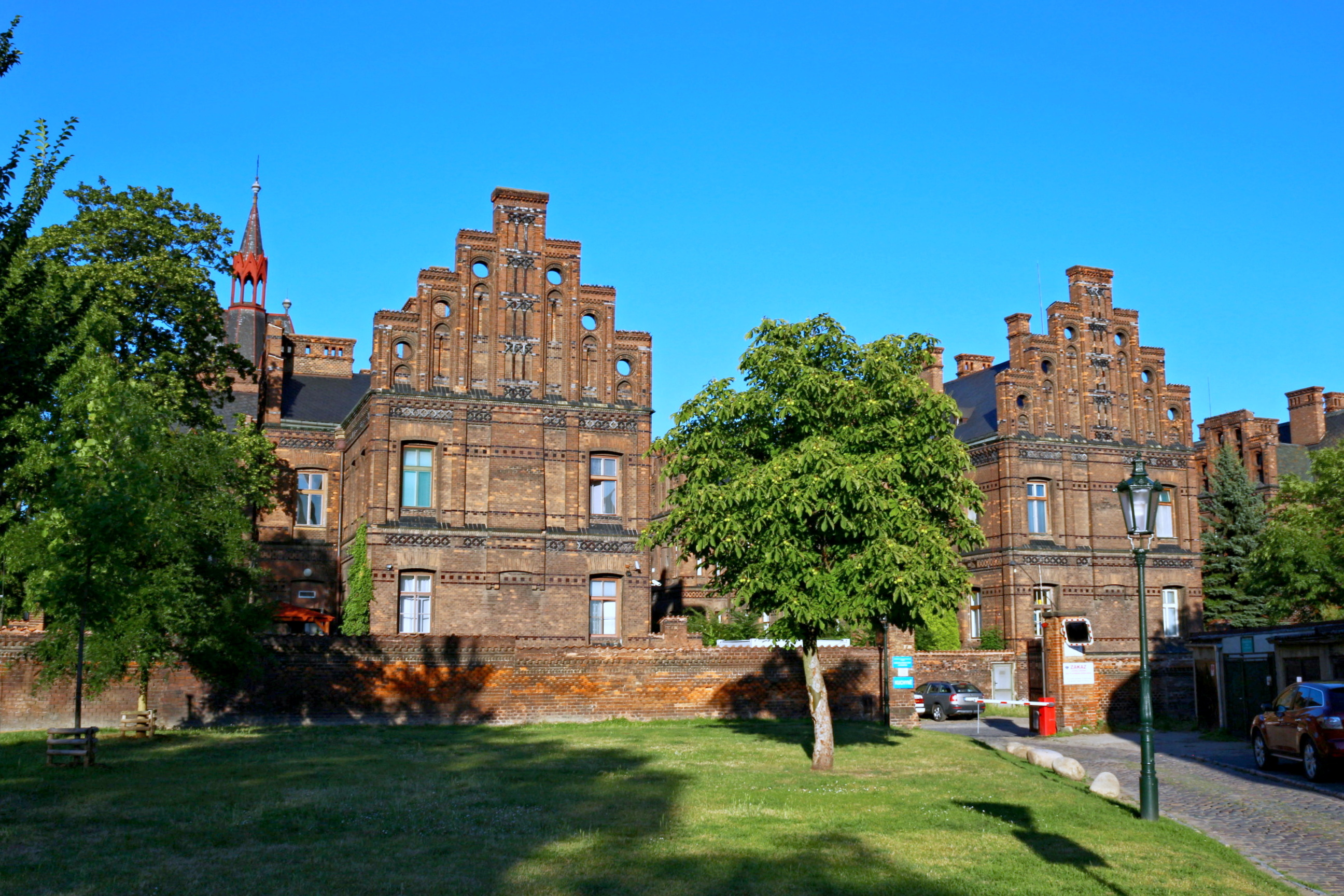
Gebärklinik Apollinaris

Das Allgemeine Fakultätskrankenhaus Prag (tschechisch: Všeobecná fakultní nemocnice v Praze, Abkürzung: VFN) ist eines der wichtigsten und ältesten Krankenhäuser in Prag und eine der größten Universitätskliniken Tschechiens. Das Hauptgebäude befindet sich seit der Gründung am Ende des 18. Jahrhunderts am Karlsplatz in der Prager Neustadt.

## Geschichte
Das k. k. Allgemeines Krankenhaus zu Prag wurde vom Kaiser Joseph II. gegründet. Der Kaiser entschied über die Gründung neuer Zentralkrankenhäuser in seiner Monarchie schon am 24. Mai 1781, so ist auch ein allgemeines Krankenhaus in Wien entstanden. In Prag kam es aber zu Verzögerungen, weil es nicht klar war, wo das neue Krankenhaus stehen sollte. Erst im Oktober 1786 sprach sich der Kaiser während seines Besuchs in Prag für den Viehmarkt (heute Karlsplatz) aus, wo für die neuen Zwecke ein ehemaliges Damenstift vom Baumeister Franz Anton Leonard Herget (1741–1800) umgebaut wurde. Das neue Krankenhaus wurde erst unter Kaiser Leopold II. am 1. Dezember 1790 eröffnet, und zwar – nach Wien, Brünn und Olmütz – das vierte allgemeine Krankenhaus in der Monarchie.
Seit 2016 steht den Patienten Krankenhausseelsorge zur Verfügung.